# 本多重修
本多 重修（ほんだ しげもろ）は、江戸時代中期の越前国丸岡藩の世嗣。

## 略歴
丸岡藩本多家の分家である旗本・本多玄路の三男として誕生。
4代藩主・本多重益の弟で養子となっていた重信が元禄2年（1689年）に早世したため、代わって嫡子となる。しかし家督を継ぐことはなかった。早世したのか、廃嫡されたのかは不明である。重修の後、重貞が養子に迎えられた。